# Гнатков
Гна́тков (укр. Гнатків) — село на Украине, находится в Томашпольском районе Винницкой области.
Код КОАТУУ — 0523981601. Население по переписи 2001 года составляет 1932 человека. Почтовый индекс — 24232. Телефонный код — 4348.
Занимает площадь 2,741 км².

## Религия
В селе действует Свято-Покровский храм Томашпольского благочиния Могилёв-Подольской епархии Украинской православной церкви.

## Адрес местного совета
24232, Винницкая область, Томашпольский р-н, с. Гнатков, ул. Ленина, 5